# 基因轉應
基因轉應（Transvection）是兩同源染色體互相配對後，一個染色體上某基因的調控序列（如強化子）促進或抑制另一染色體上該基因表現的現象，最早於1950年代由美國遺傳學家愛德華·路易斯在黑腹果蝇基因组雙胸複合群的UBX基因發現，隨後果蠅的許多其他基因也被發現有此現象，且後續研究在老鼠、人類、植物、真菌、線蟲與昆蟲中均發現了基因轉應，顯示其可能為廣泛存在於真核生物的基因表現調控機制。
基因轉應一般為同源染色體彼此配對後，一個染色體的強化子等調控序列影響另一染色體基因的表現，染色體倒位可能因影響同源染色體配對而降低基因轉應效率。基因轉應也能發生在非同源染色體之間，只要兩者具有一小段同源序列而能互相配對即可，另外曾有研究發現果蠅Abd-B基因不需染色體配對即可發生基因轉應。絕緣子可能有助於維持染色體配對的結構而可促進基因轉應。性染色體上的基因轉應可能造成雌雄個體某基因表現的不同，如有研究顯示果蠅Drosophila biarmipes一影響翅斑的基因僅在雄性表現，原因是雌性（XX）個體中此位點有基因轉應抑制了該基因表現，雄性（XY）則因僅有一個X染色體而不發生基因轉應，故能正常表現該基因。